# 勒加
勒加（法語：Le Gua，法語發音：[lə ɡa]）是法国滨海夏朗德省的一个市镇，位于该省西南部，属于罗什福尔区。

## 地名
该地名“Le Gua”发音为[lə ɡa]而非[lə ɡwa]，《世界地名翻译大辞典》与《世界地名译名词典》将其误译作“勒瓜”。

## 地理
勒加（45°43'34"N, 0°56'37"W）面积36.09 平方千米，位于法国新阿基坦大区滨海夏朗德省，该省份为法国西部滨海省份，北起旺代省，西临大西洋，南至吉倫特省，东南接多爾多涅省，东北接德塞夫勒省接壤，东临夏朗德省。
与勒加接壤的市镇（或旧市镇、城区）包括：布勒耶、沙耶韦特、莱吉耶、瑟德尔河畔莫尔纳克、楠克拉、瑟德尔河畔尼约勒、萨布隆索、圣热姆、圣索尔南、索容。
勒加的时区为UTC+01:00、UTC+02:00（夏令时）。

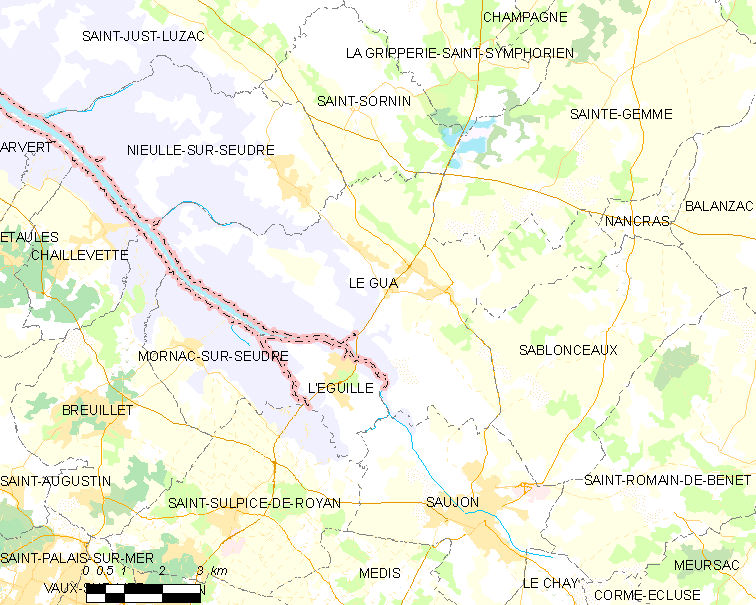
勒加的OSM定位图

## 行政
勒加的邮政编码为17600，INSEE市镇编码为17185。

## 政治
勒加所属的省级选区为马雷讷县。

## 人口

1962-2008年间勒加人口变化图示

勒加于2022年1月1日时的人口数量为2115人。